# 月海灣
月海灣（英語：Horizon Place）是香港新界葵涌葵聯路100號的一個私人屋苑，設2座共372個單位，為信和集團旗下物業，於2002年10月落成。

## 簡介
月海灣由信和置業出資興建，於2002年10月30日開始入伙，屬雙幢式私人住宅。屋苑選址偏離市中心，設有2座共372個單位，其中九成單位面積為500至600平方呎，其餘一成則是三房大單位，而大廳一律呈長方形，間隔分明卻沒玄關，主人房採用套房形式設計，整體實用率低於七成；規模雖不大，但由於建於半山且地勢較高，低層及高層戶均可觀賞開揚景觀（葵涌街景或貨櫃碼頭、藍巴勒海峽一帶海景），亦提供多項會所設備，包括園林式泳池、兒童嬉水池、瀑布水療按摩池、日式溫泉風呂浴、沿山健身緩跑徑、大型家庭影院、桑拿浴室、基本活動室等。
月海灣可達度一般，需依靠接駁交通工具出入。除了提供穿梭巴士往來葵芳站、新都會廣場和葵涌廣場，附近也配置專線小巴及巴士站，方便居民來往荃灣、大角咀等地區。另外，屋苑位處香港教育局65校網之內，鄰近東華三院香港鑪峯獅子會幼兒園、三水同鄉會劉本章學校（小學及中學部）、聖公會主恩小學、基督教香港信義會葵盛信義學校、樂善堂顧超文中學、順德聯誼總會李兆基中學等132間教育團體。

## 外部連結
- 中原數據 - 葵涌 月海灣 的平面圖 （页面存档备份，存于）
- 新界專綫小巴89S線 - 途經月海灣 （页面存档备份，存于）
- 居民巴士NR413線 - 循環線（來往月海灣及葵涌廣場） （页面存档备份，存于）